# Stefan Arsenijević
Stefan Arsenijević (Belgrado, 11 de março de 1977) é um cineasta e roteirista sérvio. Foi indicado ao Oscar de melhor curta-metragem em live action na edição de 2004 pelo trabalho na obra (A)Torzija.

## Filmografia
- (A)Torzija (2002)
- Ljubav i drugi zlocini (2008)